# Theodor Stauder

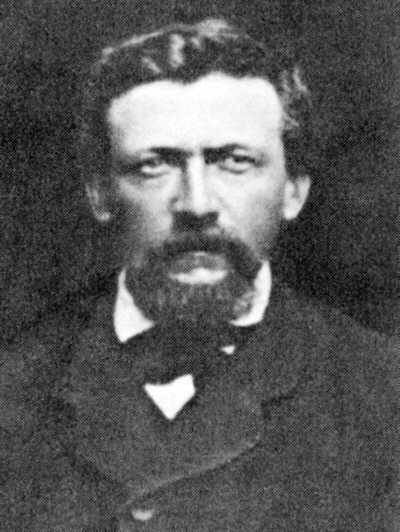
Theodor Stauder

Theodor Stauder (* 1821 in Nordheim am Main; † 1882 in Essen) war ein deutscher Bierbrauer und Gründer der Privatbrauerei Jacob Stauder.

## Leben und Wirken
Der gelernte Bierbrauer und Fassbinder Theodor Stauder war in Laub in Unterfranken tätig. Hier kamen seine beiden Söhne Jacob (* 1852) und August (* 1854) zur Welt. 
1866 kam Theodor Stauder in die noch ländliche Kleinstadt Essen, wo er zunächst ein Jahr lang bei dem Müller und Gastwirt Schäfer in der Schäferschen Windmühle arbeitete, die vor dem Limbecker Tor, also damals westlich außerhalb der Stadt Essen lag. Zu dieser Mühle gehörte eine Hausbrauerei. Am 14. November 1867 übernahm Stauder im Stadtkern an der Steeler Straße die sich bereits außer Betrieb befindliche Schlickersche Brauerei, da der Inhaber Jacob Schlicker und seine Ehefrau 1866 der Cholera erlagen. Stauder braute ein untergäriges Bier auf bayerische Art, das sich in Essen gut verkaufen ließ. Doch räumlich konnte sich Stauder hier nicht ausbreiten und die Konkurrenz der 1872 neugegründeten Actien-Bierbrauerei in Essen an der Ruhr, später Stern, wuchs. So zog Familie Stauder 1873 nach Altenessen, um eine Hausbrauerei mit Gastwirtschaft an der Emscherbrücke zu übernehmen. 1876 pachteten seine Söhne Jacob und August Stauder ein Gelände an der Bruckmannstraße in Altenessen, mit dem Zweck, dort eine Brauerei aufzubauen. Nach Trennung von seinem Bruder kaufte Jacob Stauder das Grundstück und baute die nun unter seinem Namen eingetragene Privatbrauerei Jacob Stauder immer weiter aus, so dass sie bis heute in sechster Generation weitergeführt wird.